# Pattinaggio di velocità ai XXIII Giochi olimpici invernali
Le gare di pattinaggio di velocità ai XXIII Giochi olimpici invernali di Pyeongchang, in Corea del Sud, si sono svolte dal 10 al 24 febbraio 2018 presso l'ovale di Gangneung. Si sono disputate quattordici competizioni: sette al maschile (500 m, 1000 m, 1500 m, 5000 m, 10000 m, mass start e gara a squadre a inseguimento) e altrettante al femminile (500 m, 1000 m, 1500 m, 3000 m, 5000 m, mass start e gara a squadre a inseguimento).
Il mass start, sia nella versione maschile sia in quella femminile, ha fatto il suo debutto ufficiale durante questa edizione, prevedendo un massimo di 28 atleti contemporaneamente impegnati nella corsa su pista su un totale di 16 giri con tre sprint intermedi.

## Calendario
| Uomini |        | 5000 m |        | 1500 m |        | 10000 m |        |  | Gara a squadre (qual.) | 500 m                  |  | Gara a squadre (finale) |  | 1000 m | Mass start | 7  |
| Donne  | 3000 m |        | 1500 m |        | 1000 m |         | 5000 m |  | 500 m                  | Gara a squadre (qual.) |  | Gara a squadre (finale) |  |        | Mass start | 7  |
| Totale | 1      | 1      | 1      | 2      | 1      | 1       | 1      |  |                        | 1                      |  | 2                       |  | 1      | 2          | 14 |

## Podi

### Uomini
| Evento                            | Oro                                                                               | Tempo    | Argento                                                 | Tempo    | Bronzo                                                             | Tempo    |
| 500 m (dettagli)                  | Håvard Lorentzen                                                                  | 34"41    | Cha Min-kyu                                             | 34"42    | Gao Tingyu                                                         | 34"65    |
| 1000 m (dettagli)                 | Kjeld Nuis                                                                        | 1'07"95  | Håvard Lorentzen                                        | 1'07"99  | Kim Tae-yun                                                        | 1'08"22  |
| 1500 m (dettagli)                 | Kjeld Nuis                                                                        | 1'44"01  | Patrick Roest                                           | 1'44"86  | Kim Min-seok                                                       | 1'44"93  |
| 5000 m (dettagli)                 | Sven Kramer                                                                       | 6'09"76  | Ted-Jan Bloemen                                         | 6'11"616 | Sverre Lunde Pedersen                                              | 6'11"618 |
| 10000 m (dettagli)                | Ted-Jan Bloemen                                                                   | 12'39"77 | Jorrit Bergsma                                          | 12'41"98 | Nicola Tumolero                                                    | 12'54"32 |
| Mass start (dettagli)             | Lee Seung-hoon                                                                    | 7'43"97  | Bart Swings                                             | 7'44"08  | Koen Verweij                                                       | 7'44"24  |
| Inseguimento a squadre (dettagli) | Norvegia Håvard Bøkko Sindre Henriksen Simen Spieler Nilsen Sverre Lunde Pedersen | 3'37"32  | Corea del Sud Lee Seung-hoon Chung Jae-won Kim Min-seok | 3'38"52  | Paesi Bassi Patrick Roest Sven Kramer Jan Blokhuijsen Koen Verweij | 3'38"40  |

### Donne
| Evento                            | Oro                                                       | Tempo   | Argento                                                                  | Tempo   | Bronzo                                                                     | Tempo   |
| 500 m (dettagli)                  | Nao Kodaira                                               | 36"94   | Lee Sang-hwa                                                             | 37"33   | Karolína Erbanová                                                          | 37"34   |
| 1000 m (dettagli)                 | Jorien ter Mors                                           | 1'13"56 | Nao Kodaira                                                              | 1'13"82 | Miho Takagi                                                                | 1'13"98 |
| 1500 m (dettagli)                 | Ireen Wüst                                                | 1'54"35 | Miho Takagi                                                              | 1'54"55 | Marrit Leenstra                                                            | 1'55"26 |
| 3000 m (dettagli)                 | Carlijn Achtereekte                                       | 3'59"21 | Ireen Wüst                                                               | 3'59"29 | Antoinette de Jong                                                         | 4'00"02 |
| 5000 m (dettagli)                 | Esmee Visser                                              | 6'50"23 | Martina Sáblíková                                                        | 6'51"85 | Natal'ja Voronina                                                          | 6'53"98 |
| Mass start (dettagli)             | Nana Takagi                                               | 8'32"87 | Kim Bo-reum                                                              | 8'32"99 | Irene Schouten                                                             | 8'33"02 |
| Inseguimento a squadre (dettagli) | Giappone Miho Takagi Ayano Sato Nana Takagi Ayaka Kikuchi | 2'53"89 | Paesi Bassi Marrit Leenstra Ireen Wüst Antoinette de Jong Lotte van Beek | 2'55"48 | Stati Uniti Heather Bergsma Brittany Bowe Mia Manganello Carlijn Schoutens | 2'59"27 |

## Medagliere
| Pos.   | Nazione                      | Oro | Argento | Bronzo | Totale |
| ------ | ---------------------------- | --- | ------- | ------ | ------ |
| 1      | Paesi Bassi                  | 7   | 4       | 5      | 16     |
| 2      | Giappone                     | 3   | 2       | 1      | 6      |
| 3      | Norvegia                     | 2   | 1       | 1      | 4      |
| 4      | Corea del Sud                | 1   | 4       | 2      | 7      |
| 5      | Canada                       | 1   | 1       | 0      | 2      |
| 6      | Repubblica Ceca              | 0   | 1       | 1      | 2      |
| 7      | Belgio                       | 0   | 1       | 0      | 1      |
| 8      | Italia                       | 0   | 0       | 1      | 1      |
| 8      | Stati Uniti                  | 0   | 0       | 1      | 1      |
| 8      | Atleti Olimpici dalla Russia | 0   | 0       | 1      | 1      |
| 8      | Cina                         | 0   | 0       | 1      | 1      |
| Totale | Totale                       | 14  | 14      | 14     | 42     |